# جلیل محمدقلی‌زاده

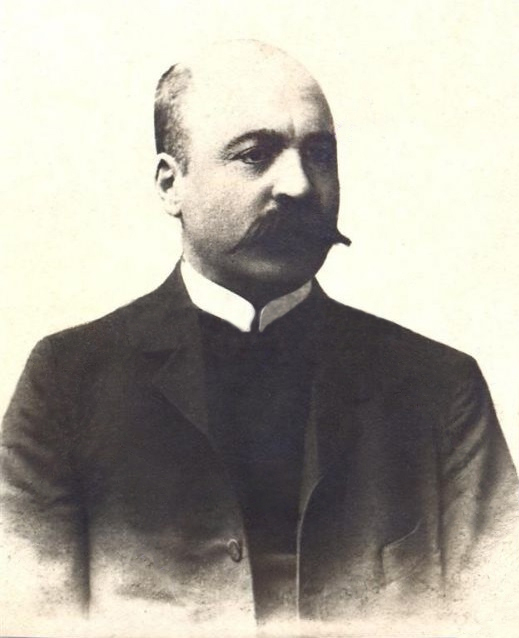

میرزا جلیل محمدقلی‌زاده (۲۲ فوریه ۱۸۶۶ – ۴ ژانویه ۱۹۳۲) بنیان‌گذار روزنامه ملانصرالدین بود.

## زندگی
او در سال ۱۸۶۶ در دهی به‌نام نهرم از ولایت نخجوان زاده شد. پدرش محمدقلی نام داشت. خانواده او اصلاً ایرانی بودند و جدش حسین‌علی بنا از خوی به نخجوان رفته بود. وی معروف به میرزا جلیل و یک ادیب و داستان‌نویس سرشناس آذربایجانی بود. میرزا جلیل زیر نفوذ ادبی نویسندگان روس مثل نیکلای گوگول و آنتوان چخوف بود.
در شهر گوری در گرجستان به دارالمعلمین رفت. سال‌ها در مدارس گرجستان آموزگار بود. در سال ۱۹۰۴ به تفلیس رفت و در روزنامه شرق روس مشغول به نویسندگی شد. چند داستان کوتاه منتشر کرد. نمایشنامه‌ای به نام مردگان نوشت که با استقبال زیاد روبرو شد.وی در ۱۹۰۷ با حمیده جوانشیر که فعال حقوق زنان بود، ازدواج کرد و دو پسر داشتند بنامهای مدحت و انور.
جلیل محمدقلی‌زاده در سال ۱۹۲۱ میلادی به قصد اقامت دائم در سرزمین اجدادی به ایران آمد، ولی پس از یک سال اقامت در تبریز، به دعوت حکومت آذربایجان شوروی به باکو رفت. در طول اقامت در تبریز و به یاری روشنفکران شهر، انتشار مجلهٔ ملا نصرالدین را ادامه می‌دهد و نمایشنامهٔ «مرده‌ها» را به روی صحنه می‌آورد. سکونت یک‌سالهٔ میرزا جلیل در تبریز، از دوره‌های پرکار وی، و از پرثمرترین سال‌های زندگی‌اش به‌شمار می‌رود.
شخصیت اصلی معروف‌ترین کتابش با عنوان "میّت"، یک خداناباور مست است که به خاطر گفتن حقایق مربوط به عقب‌ماندگی جامعه، دیوانه تلقی می‌شود؛ جامعه‌ای که در آن، شوهر دادن دختران نه ساله به مردان ۵۰ یا ۶۰ ساله، امری پذیرفته و رایج تلقی می‌شود.

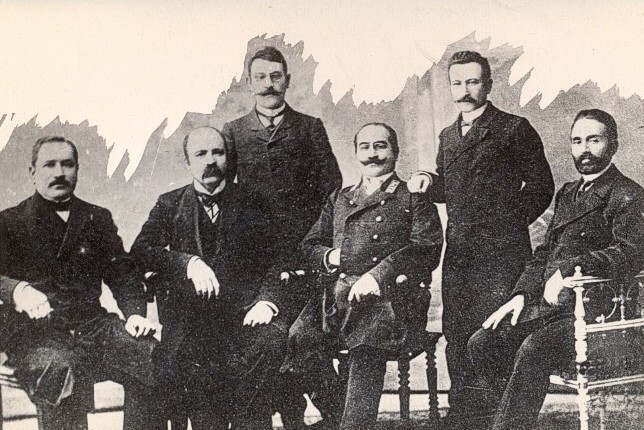
نویسندگان آذربایجان ، جلیل نفر دوم از سمت چپ

## ملا نصرالدین
مقاله اصلی : مجله ملا نصرالدین

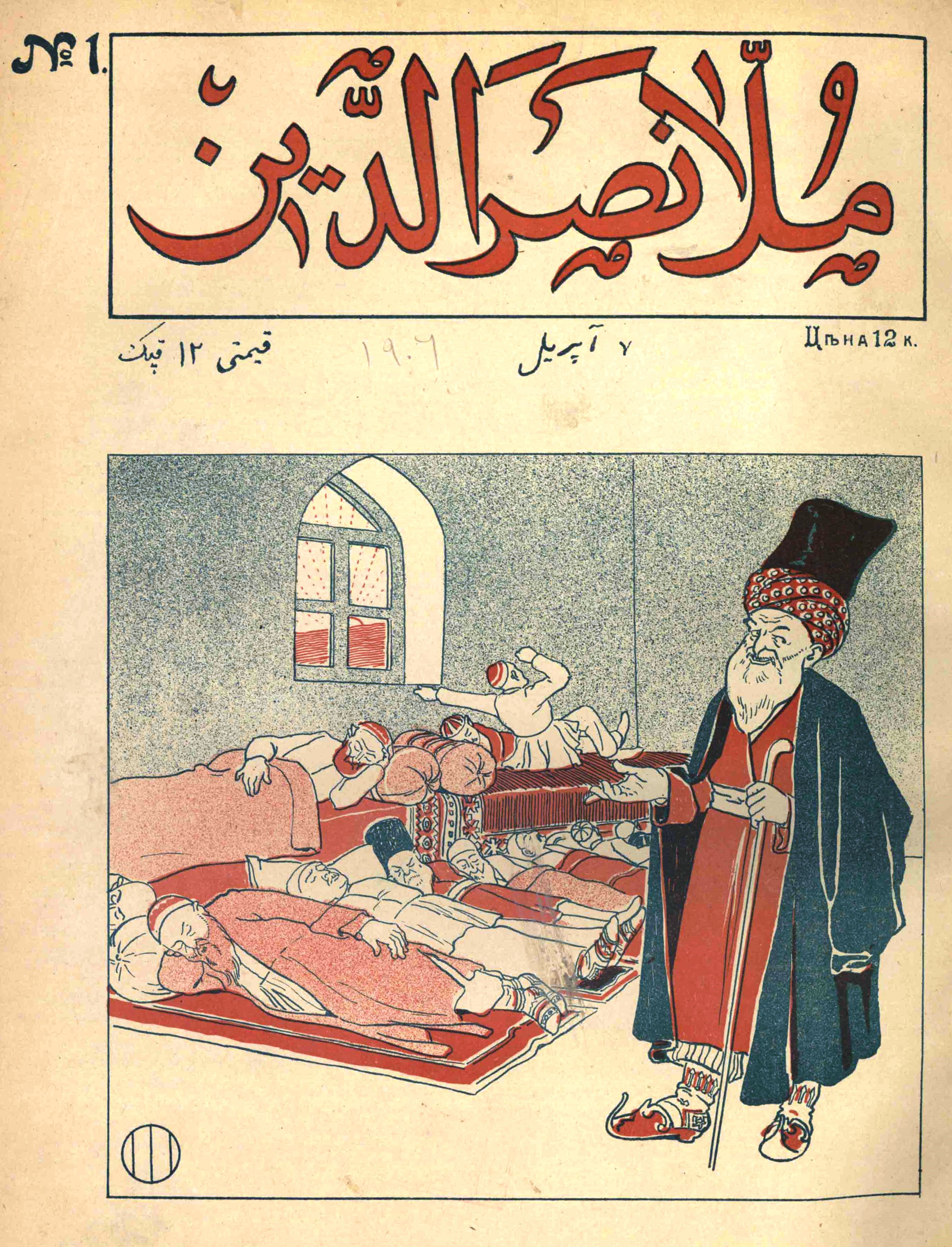
شماره اول مولا ناصرالدین ، 1906

در سال 1905 ، او و همراهانش یک چاپخانه را در تفلیس خریداری کردند و در سال 1906 وی سردبیر مجله طنز جدید ملانصرالدین شد. مجله به طور دقیق واقعیت های اجتماعی و اقتصادی جامعه اوایل قرن بیستم و هنجارها و شیوه های عقب مانده را به تصویر می کشد. این مجله از تصاویر ، عمدتاً توسط جوزف روتر و اسکار اشمینلینگ برای رسیدن به مخاطبان بی سواد استفاده می کند. در سال 1921 (پس از ممنوعیت مولا نصرالدین در روسیه در سال 1917)  هشت شماره دیگر از مجله را در تبریز منتشر کرد. پس از اتحاد جماهیر شوروی به باکو منتقل شد. پس از اتحاد جماهیر شوروی ، مولا ناصرالدین تحت فشار فزاینده ای قرار گرفت و در سال 1931 متوقف شد.
انتشار ملانصرالدین دشمنان زیادی از مستبدین و ملایان برای او ساخت. میرزا جلیل در جایی گفته بود: "اگر من این مجله را به جای تفلیس در  باکو که اکثر جمعیت آن متشکل از مسلمانان تندرو  بود منتشر می‌کردم حتماً دفتر کار من را نابود و من را هم می کشتند." روزنامهٔ ملانصرالدین نوشتارهایی روشنفکرانه و اصلاح‌طلبانه داشت و این امر باعث شد تا به تکفیر و آزار مدیر، کارکنان و حتی فروشندگان آن دست بزنند. محمدقلی‌زاده ناچار شد برای گریز از تعرضها در محله گرجی‌نشین تفلیس اقامت کند. در بایگانی شخصی دست‌نوشته‌های جلیل محمدقلی‌زاده، نامهٔ یک مسلمان تندرو در ده قاسم‌کندی دیده می‌شود که محمدقلی‌زاده را با دشنام شدید تهدید به قتل و خون‌ریزی کرده‌است.

## آثار دیگر
- محمدقلی‌زاده، حمیده، مونس روزهای زندگی: خاطراتم دربارهٔ میرزا جلیل محمدقلی‌زاده سردبیر مجلهٔ ملا نصرالدین، ترجمهٔ دلبر ابراهیم‌زاده، انتشارات پژوهنده، تهران، ۱۳۷۹.
- آزادی در ایران
- بچهٔ ریشو
- قربان‌علی‌بیگ
- مردگان
- کتاب مادرم
- مجمع دیوانگان

## از نوشته‌های او
.... اگر با این نیروی مخرب جامعه و تاریخ کهن(یعنی ملایان) تسویه حساب نشود؛ خواه انقلاب مشروطه بشود یا نشود؛ این میکروب‌ها میمانند و من می‌ترسم در آینده نزدیکی چشم باز کنید و ببینید " هشتصد ملا یکجا خلق شده ". ملا همه امور مملکت را بدست گرفته؛ همه ثروت شما را بر باد داده؛ و شما را به امان خدا سپرده و افسارتان را به بیگانگان رها کرده ....
.... همه جا دود است، در مجالس و منازل دود دخانیات و مشروبات، در کوچه‌ها دود حمام، در معنویات دود موهومات و خرافات، در روح و قلب دود کثافات...خلاصه ملت در میان دودها دارد خفه می‌شود! در حال خفگی منتظر نجات است. از کی؟ -- از هر شخص با وجدان، از هر وطن پرست حقیقی، از هر انساندوست، ملت دارد خفه می‌شود. دودها ملت را از هر طرف احاطه کرده، اگر زود به فریادشان نرسیم، ممکن است دیگر اثری از ملت بجا نماند. «عجله لازم است»...

## دیدگاههای مذهبی
دیدگاههای مذهبی او مورد اختلاف است ، برخی استدلال می کنند که او یک ملحد بود ، برخی دیگر او را مدرنیست و مدافع دموکراسی اسلامی می دانند. با این حال ، انتقاد وی از تندروی مذهبی ، برای وی در جامعه محافظه کار مذهبی دشمنانی ایجاد کرد. فیلسوف آذربایجان آقالر ممدوف ادعا کرد که جیلیل ملحد است ، با این حال ، هیچ مدرک قطعی در مورد این ادعا وجود ندارد.

## مرگ
وی در سال 1932 در 65 سالگی در باکو درگذشت. همسرش حمیده جوانشیر تا ۱۹۵۵ زنده بود.